# HMS Queen (1769)
HMS Queen — линейный корабль 2 ранга Королевского флота. Назван в честь королевы Великобритании. В 1780-е годы повышен до 98-пушечного.

## Постройка
Построен королевской верфью в Вулвиче, по чертежу Уильям Бейтли. Проектировался и спущен на воду 18 сентября 1769 года как 90-пушечный. Единственный корабль данного типа.

## Служба
Бо́льшую часть службы провел в Канале и Средиземном море. В ходе общего довооружения в 1780-х получил дополнительные пушки на шканцах, как и остальные корабли 2 ранга.
Был попеременно флагманом дивизиона и отдельной эскадры. На нем держали флаг адмиралы Кеппель, Кеппенфельдт, Гарднер, лорд Бридпорт, Дакворт, Паркер.
Участвовал в битвах при острове Уэссан, при Первом июня, в Дарданеллах и Александрии. В 1805 году входил во флот Нельсона, но перед самым Трафальгаром был отослан в Гибралтар для пополнения припасов, и в сражении не участвовал.
В 1811 году был срезан до 74-пушечного и понижен в ранге, с сохранением тяжелой нижней батареи.
В 1821 году отправлен на слом и разобран.